# Большая Алешня (Рязанская область)
Большая Алешня — село в Рязанской области Ряжского района. Административный центр Алешинского сельского поселения Ряжского района Рязанской области.

## География
Село расположено на трассе Р126 в 10 км к югу от Ряжска.
В селе имеются 4 улицы: Гагарина, Железнодорожная, Новая, Садовая. Также остатки усадьбы Кикиных-Ермоловых. Действует церковь Покрова Пресвятой Богородицы, построенная в 1805—1806 гг. княгиней Е. А. Кропоткиной.

## История
Добролюбов в книге «Историко-статистическое описание церквей и монастырей Рязанской Епархии» указывал, что село Алешня по писцовым 7193 г. (1685 г.) значилось в Пехлецком стане в вотчине «за князем Никитой Петровым, сыном Дулова, да за Лаврентием Денисовым». Церковь тогда именовалась Никольской, а построена и освящена она была 5 января 1674 года.
В 1781 году имение приобрела княгиня Екатерина Алексеевна Кропоткина. С 1825 года его владелицей стала Е. В. Торсукова.
В 1826 году здесь поселилась её единственная дочь Мария Ардалионовна Кикина с мужем Петром Андреевичем Кикиным, который вышел в отставку и активно занялся сельским хозяйством. После смерти П. А. Кикина в 1854 году село унаследовала его дочь Мария Петровна Волконская, бывшая замужем за князем Дмитрием Петровичем Волконским. В 1848 году М. П. Волконская устроила в селе Странноприимную больницу на 36 мест (сгорела в 1855).
Впоследствии усадьбу Алешня унаследовала их дочь Екатерина, жена Ивана Александровича Всеволожского, который овдовев продал имение.
Последним владельцем села стал Алексей Сергеевич Ермолов.

## Население
В 1860 году в селе был 71 двор, числилось за князем Д. П. Волконским крепостных: 372 крестьянина, и 25 дворовых.
| 1859 | 1897 | 1906 | 2010 |
| ---- | ---- | ---- | ---- |
| 738  | ↘584 | ↗785 | ↘282 |